# Abancay

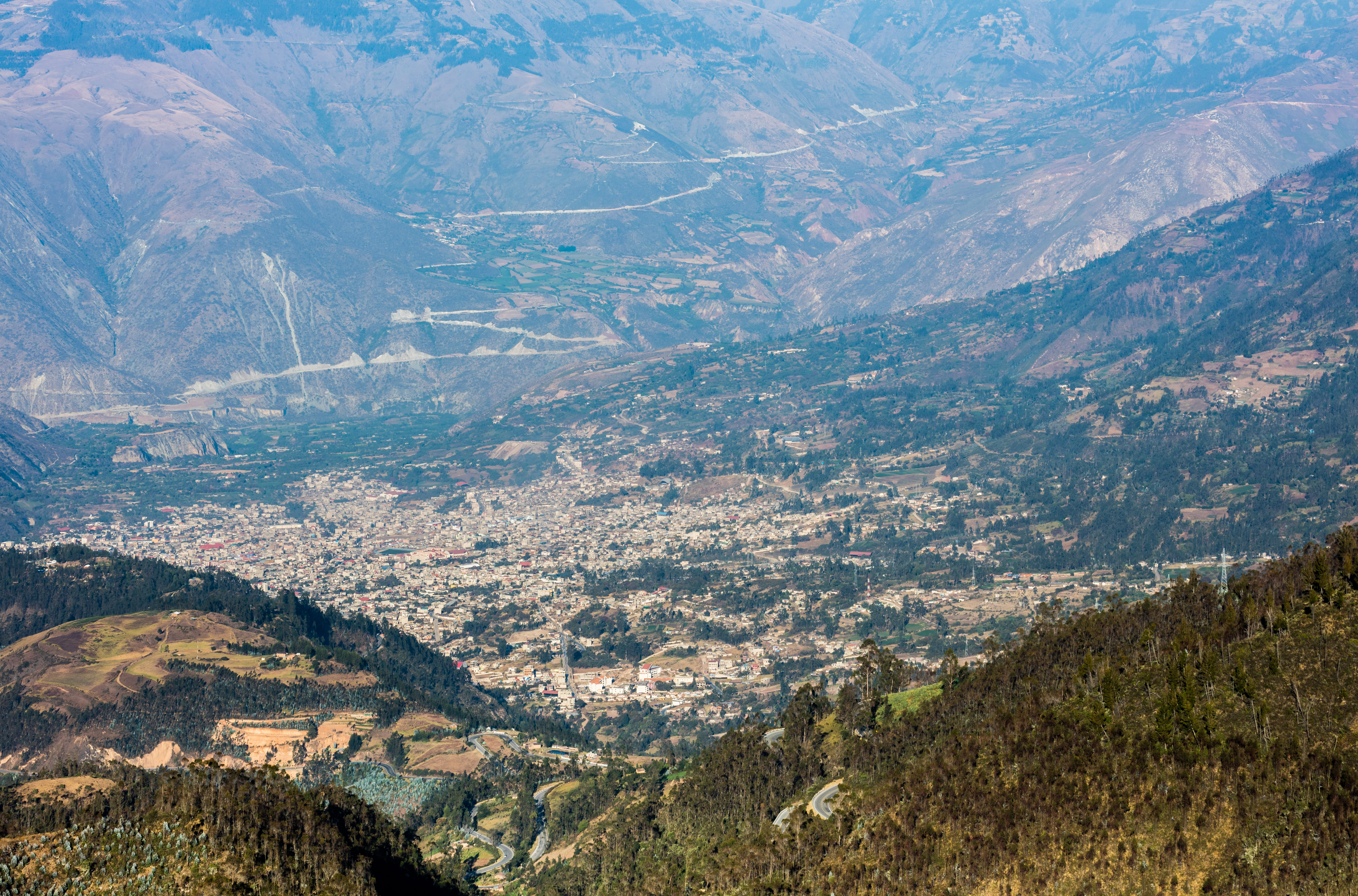
Vista de Abancay desde las montañas.

Abancay (fundada como Santiago de los Reyes de Abancay en 1574) es una ciudad peruana, capital del distrito y de la provincia homónimos y del departamento del Apurímac.
La ciudad se encuentra situada a 2300 m s.n.m. (punto más bajo 1700 m s.n.m. Pachachaca–punto más alto 2800 m s.n.m. Sahuanay) en la vertiente oriental andina, al norte del valle del río Pachachaca, a las faldas del nevado Ampay. La ciudad abarca los distritos de Abancay y Tamburco. La ciudad tiene una población de 72 277 habitantes según los datos del censo nacional de 2017.
La ciudad fue fundada el 3 de noviembre de 1574. Fue parte del departamento del Cusco hasta la creación del departamento de Apurímac, convirtiéndose en la capital del departamento el 28 de abril de 1873.
Abancay es un importante centro económico, político y cultural de la región Apurímac. La economía destaca por actividades terciarias de servicios, la producción de aguardientes y minera y cada vez menos de la actividad agrícola primaria. También es sede de los gobiernos locales y regional así como de varias universidades y institutos.

## Toponimia
Existe especulación acerca del origen del nombre. Cerrón Palomino propone que viene del quechua *awa-nqa-y que significa 'lugar donde se teje'. La raíz verbal quechua awa- significa 'tejer'. El sufijo arcaico -nqa (hoy -na) es un derivador deverbal que forma el participio de futuro, y en topónimos significa 'lugar propenso a o destinado para' o, en general, indica proclividad o potencialidad respecto al verbo. Así, *awanqa significaría algo como '(lugar) destinado al tejido'. El sufijo -y es una quechuización del sufijo aimara ubicativo, agregando el significado de 'lugar (con)'.
Alternativamente, Tauro (1988) ha propuesto que el nombre proviene de la transliteración al castellano de la palabra quechua amankay que significa 'azucena'.

## Localización
Abancay está ubicado en el sur de los andes peruanos, entre las cordilleras oriental y occidental, a una altitud de 2,377 m s. n. m. a orillas del río Mariño, afluente del río Pachachaca. Debido a sus montañas secas y su clima cálido todo el año es conocido como "El valle de la eterna primavera". Abancay está ubicado en la intersección de dos importantes carreteras peruanas: la carretera de los Caminos del Inca, un antiguo camino inca entre las ciudades de Nazca y Cusco, y la Vía de los Libertadores, que conecta la ciudad costera de Pisco con Ayacucho y Cusco.

## Historia

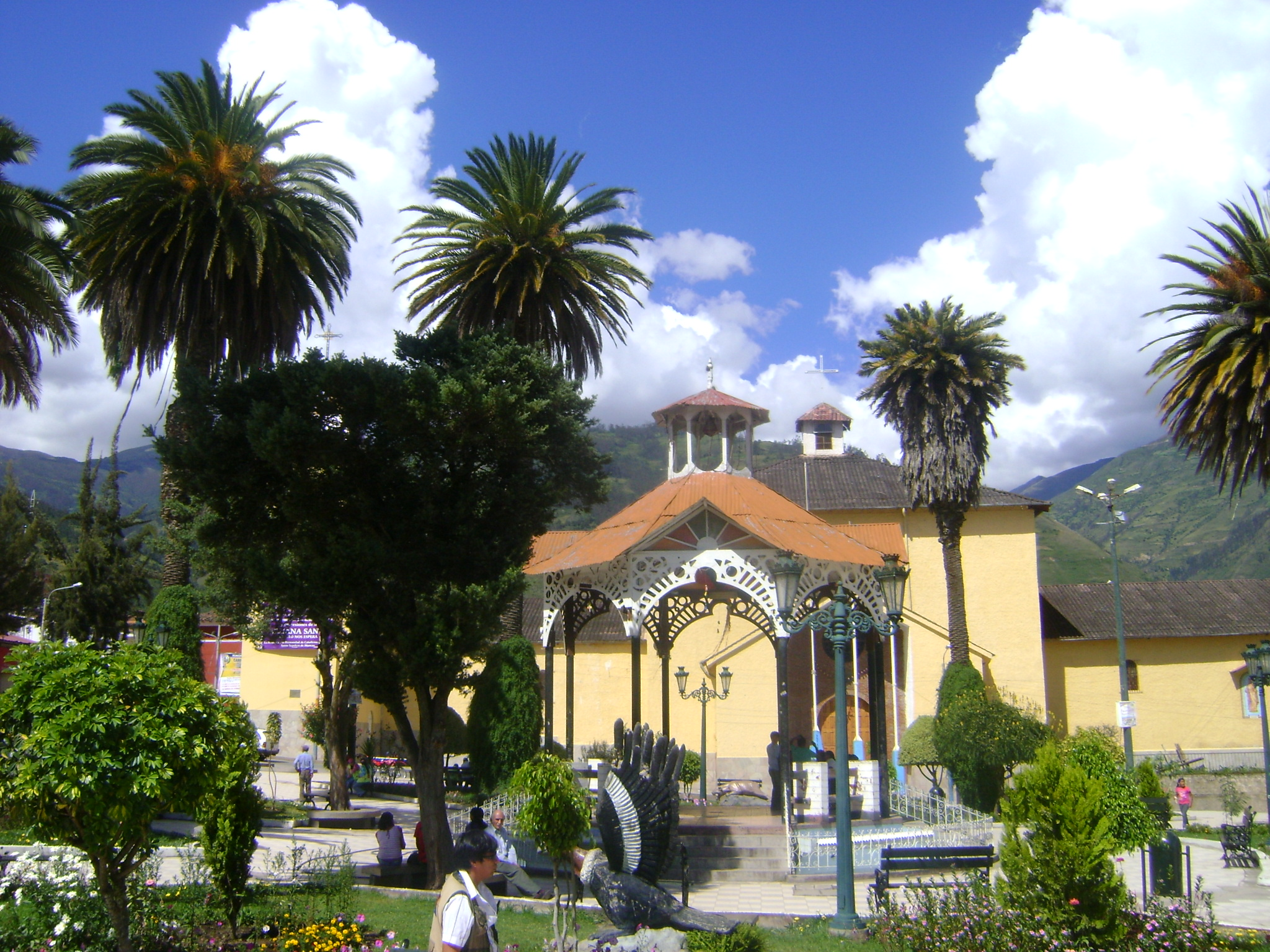
Plaza principal de la ciudad de Abancay.

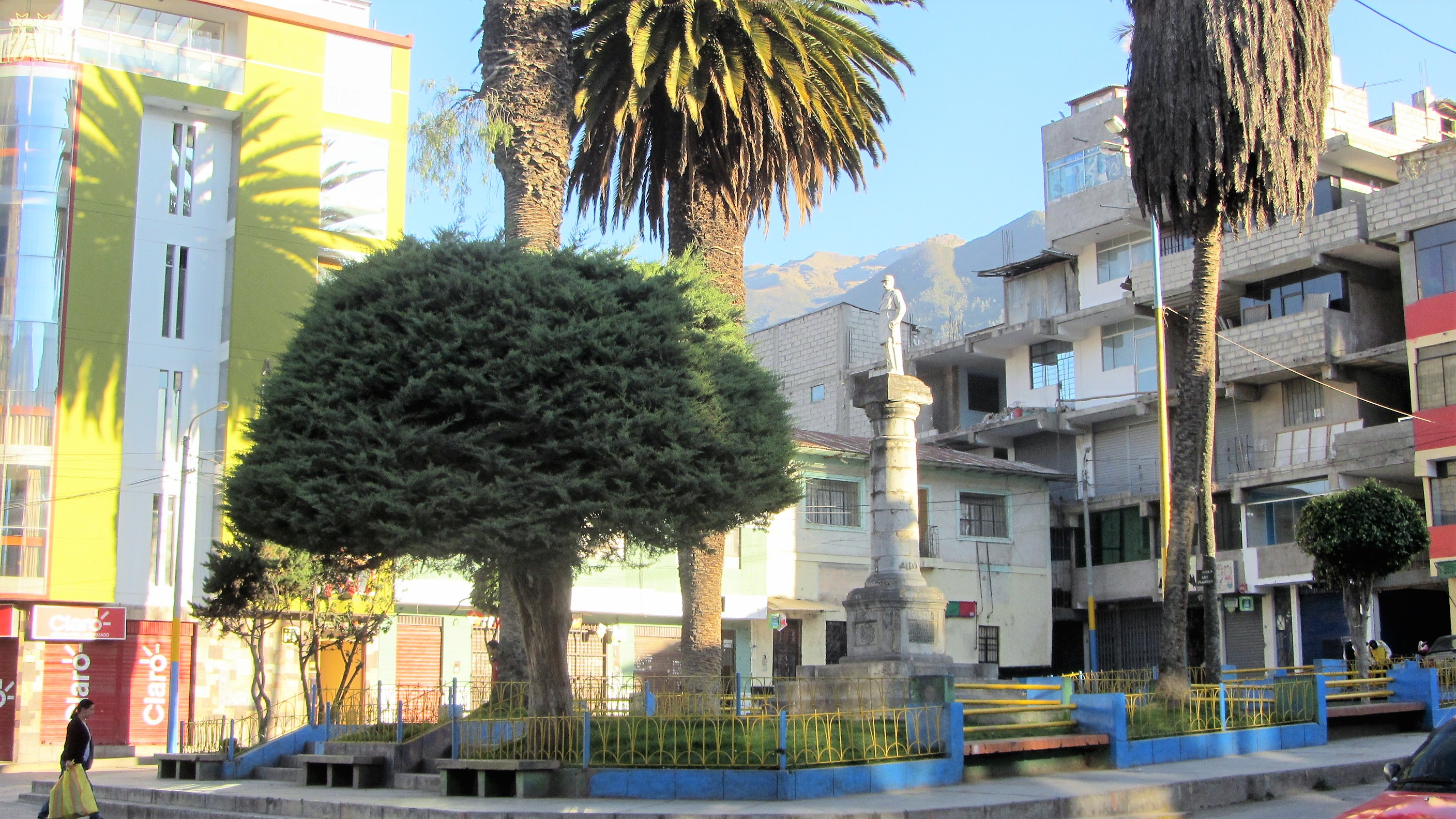
Parque Ocampo, Abancay

Abancay era un centro poblado antes de la llegada de los conquistadores españoles. Pues en el hermoso valle llamado por los primeros aborígenes Auccapana dio origen a la gran cultura olvidada por el tiempo y la irresponsabilidad gubernamental Amancay o los Amancaes, es el nombre específico de la cultura agrícola que tenía por nombre genérico Kichua o quechua quienes tenían como capital los antiguos centros poblados de Ninamarca y Ccorwani.
"Son pueblos kichuas: los amancaes, antahuayllas, Aymaraes, Cotapampas y Antapampas, culturas pacíficas que se desarrollaban entre los 2 mil y 3 mil metros sobre el nivel del mar antes de la llegada de los españoles..."(Fuente Guillermo Villadegut Ferrufino "Alma y Rostro de Abancay")
Desde tiempos remotos fue territorio Quechua, la actual provincia de Andahuaylas o como fue llamado originalmente por los 
Quechuas Antahuayllas, quienes fueron desterrados por la orda expulsada y castigada a consecuencia de su rebeldía y prepotencia por los Huancas quienes se harían conocer como la cultura Chanka en el año 800 aislandoles a los Quechuas en un aillu llamado Tacmara.
Tras las invasión Chanka marcó un hito histórico donde se vería las más grandes pugnas entre Quechuas, Aymaras, Chankas y posteriormente los Incas de Cuzco según Vidal Samanéz. entre el que marcaría la frontera cultural incaica pues más allá del Valle del Pachachaca empezaba la zona de influencia Chanka. Los españoles formalmente la fundaron en 1574 con el nombre de "Villa de Santiago de los Reyes de Amancay luego de trasliterar la palabra quechua Amankay, que es una flor nativa de la zona. Es posteriormente que se pierde el nombre original de la ciudad llamándosele Villa de Abancay a principios de la época Republicana para luego ser elevada a la categoría de ciudad en el año 1873.
La decisiva Batalla de Abancay entre conquistadores almagristas y pizarristas tuvo lugar en el valle que se encuentra cerca a la ciudad.
Existe la tradición oral según la cual la ciudad original fue fundada más al norte, en el pueblo que hoy es Ccorhuani, a las faldas del nevado Ampay, siendo que el emplazamiento actual es consecuencia de la reiterada desaparición misteriosa de la estatua de la Virgen del Rosario de su capilla original y que luego fue descubierta varias veces en la misma ubicación, sobre una inmensa roca donde se levantó una pequeña capilla que con el tiempo pasó a ser la iglesia catedral que se convirtió en el centro de la ciudad.
Durante la colonia fue importante lugar de tránsito de mercancías entre las ciudades costeras y la sierra sureste. Micaela Bastidas, miembro de una familia de arrieros de la zona, en 1781, junto a su marido Túpac Amaru II, se sublevó contra el imperio español, en lo que se constituyó en uno de los primeros gritos de emancipación del continente americano.
Fue parte del departamento del Cusco hasta la creación del departamento de Apurímac el 28 de abril de 1873. Hacia 1940 se construyó la carretera entre Nazca y Cusco, que pasa por Abancay, así como la Vía de los Libertadores entre Ayacucho y Cusco, convirtiendo a la ciudad en un nudo carretero que ha impulsado su economía. En los últimos años con el asfaltado del corredor interoceánico se ha visto incrementado el movimiento económico de la ciudad y de los distritos y provincias aledaños.
En 1910 se produjo la Revolución Democrática de Abancay encabezada por David Samanez Ocampo (quien luego sería Presidente de la República) en contra del gobierno autoritario de Augusto B. Leguía y que se extendió por las provincias de Abancay y Cotabamabas en Apurímac y Espinar en Cusco, en lo que fue la última revolución "montonera" pues de ahí en adelante vendrían los golpes de estado institucionales del ejército.
La presencia de familias inmigrantes extranjeras, que en cantidades importantes afluyeron a Abancay le han proporcionado características muy peculiares a esta ciudad. La influencia se evidencia, por ejemplo, en su comida típica (tallarines de casa, helados, panes, etc.) así como en la presencia de numerosos centros de atención con características sociales: orfanato, asilo de ancianos, centros de atención médica, centros de apoyo a la juventud, centros de formación educativa básica y superior, internados, etc. 
La época de terrorismo en el Perú, que azotó el sur peruano en la década de los ochenta del pasado siglo, ha hecho que en la actualidad Abancay tenga una población heterogénea conformada por personas provenientes de diferentes partes del país, lo cual ha contribuido a dotarle características de modernidad pese a estar enclavada en una zona muy agreste de la geografía peruana. En los últimos años se nota una fuerte inversión privada en viviendas modernas que están construidas a base de concreto armado. Llama la atención la presencia de un número creciente de condominios con edificaciones de hasta nueve pisos que alberga numerosos departamentos.                     
En el área de servicios es notoria una fuerte inversión privada en centros de esparcimiento y de comida. La inversión pública no se ha quedado atrás y se muestra en la construcción de modernos complejos educativos y calles que en grandes sectores de la ciudad han sido asfaltadas.          

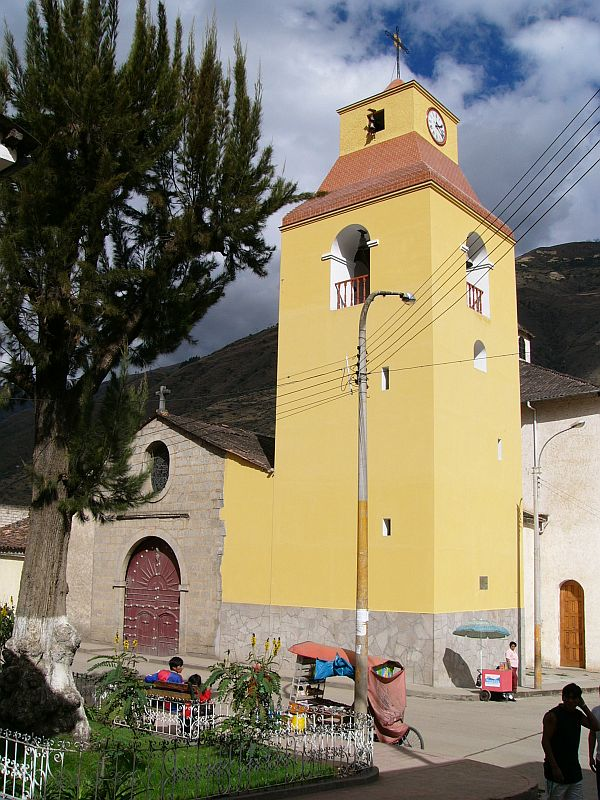
Torre Campanario Catedral Abancay.

En los últimos años la presencia de empresas mineras importantes le está dando un impulso a la economía local. Por eso la presencia de conglomerados hoteleros cada vez mayores con edificaciones de hasta ocho pisos en el centro de la ciudad, convirtiéndose en la ciudad más poblada del departamento. Según datos del Instituto Nacional de Estadística e Informática la ciudad cuenta con 51 462 habitantes, hallándose dentro de las 30 ciudades más pobladas del país, puesto 27, según datos del año 2007, con una fuerte tendencia de crecimiento positivo que crea el fenómeno de descentralizar el poder con las posibles creaciones de distritos totalmente urbanos, como el Las Américas, gran centro comercial de productos agroindustriales a gran escala y puerto de carga y descarga de mercadería provenientes del interior y exterior del departamento. Otro sector urbano es el llamado Pueblo Joven Centenario, habitado por pobladores en su mayoría del interior del departamento y cuya ordenada planificación le ha dado a la ciudad un toque distintivo de modernidad. En este sector se ubica la sede de la Universidad Tecnológica de los Andes. Otra población satélite, pero independiente de la ciudad es la de Tamburco, una urbe más antigua incluso que la propia ciudad de Abancay, unida totalmente a esta última por múltiples arterias. En Tamburco se encuentra la sede de Universidad Nacional Micaela Bastidas. 
Historia del Escudo de Abancay - Gabino Vega Paredes

## Clima
| Parámetros climáticos promedio de Abancay (territorios entre 2000 - 2500 m s. n. m.). | Parámetros climáticos promedio de Abancay (territorios entre 2000 - 2500 m s. n. m.). | Parámetros climáticos promedio de Abancay (territorios entre 2000 - 2500 m s. n. m.). | Parámetros climáticos promedio de Abancay (territorios entre 2000 - 2500 m s. n. m.). | Parámetros climáticos promedio de Abancay (territorios entre 2000 - 2500 m s. n. m.). | Parámetros climáticos promedio de Abancay (territorios entre 2000 - 2500 m s. n. m.). | Parámetros climáticos promedio de Abancay (territorios entre 2000 - 2500 m s. n. m.). | Parámetros climáticos promedio de Abancay (territorios entre 2000 - 2500 m s. n. m.). | Parámetros climáticos promedio de Abancay (territorios entre 2000 - 2500 m s. n. m.). | Parámetros climáticos promedio de Abancay (territorios entre 2000 - 2500 m s. n. m.). | Parámetros climáticos promedio de Abancay (territorios entre 2000 - 2500 m s. n. m.). | Parámetros climáticos promedio de Abancay (territorios entre 2000 - 2500 m s. n. m.). | Parámetros climáticos promedio de Abancay (territorios entre 2000 - 2500 m s. n. m.). | Parámetros climáticos promedio de Abancay (territorios entre 2000 - 2500 m s. n. m.). |
| Mes                                                                                   | Ene.                                                                                  | Feb.                                                                                  | Mar.                                                                                  | Abr.                                                                                  | May.                                                                                  | Jun.                                                                                  | Jul.                                                                                  | Ago.                                                                                  | Sep.                                                                                  | Oct.                                                                                  | Nov.                                                                                  | Dic.                                                                                  | Anual                                                                                 |
| ------------------------------------------------------------------------------------- | ------------------------------------------------------------------------------------- | ------------------------------------------------------------------------------------- | ------------------------------------------------------------------------------------- | ------------------------------------------------------------------------------------- | ------------------------------------------------------------------------------------- | ------------------------------------------------------------------------------------- | ------------------------------------------------------------------------------------- | ------------------------------------------------------------------------------------- | ------------------------------------------------------------------------------------- | ------------------------------------------------------------------------------------- | ------------------------------------------------------------------------------------- | ------------------------------------------------------------------------------------- | ------------------------------------------------------------------------------------- |
| Temp. máx. abs. (°C)                                                                  | 33                                                                                    | 33                                                                                    | 32                                                                                    | 33                                                                                    | 35                                                                                    | 32                                                                                    | 30                                                                                    | 30                                                                                    | 29                                                                                    | 32                                                                                    | 34                                                                                    | 33                                                                                    | 35                                                                                    |
| Temp. máx. media (°C)                                                                 | 24.6                                                                                  | 24.3                                                                                  | 24.3                                                                                  | 25.2                                                                                  | 24.6                                                                                  | 23.7                                                                                  | 23.9                                                                                  | 24.8                                                                                  | 24.6                                                                                  | 27.5                                                                                  | 26.5                                                                                  | 24.6                                                                                  | 24.9                                                                                  |
| Temp. media (°C)                                                                      | 16.7                                                                                  | 16.5                                                                                  | 16.6                                                                                  | 17                                                                                    | 16.5                                                                                  | 15.7                                                                                  | 15.7                                                                                  | 16.1                                                                                  | 16.6                                                                                  | 18.6                                                                                  | 18                                                                                    | 16.8                                                                                  | 16.7                                                                                  |
| Temp. mín. media (°C)                                                                 | 8.8                                                                                   | 8.7                                                                                   | 8.9                                                                                   | 8.9                                                                                   | 8.4                                                                                   | 7.8                                                                                   | 7.6                                                                                   | 7.4                                                                                   | 8.6                                                                                   | 9.8                                                                                   | 9.6                                                                                   | 9.1                                                                                   | 8.6                                                                                   |
| Temp. mín. abs. (°C)                                                                  | 1                                                                                     | 1                                                                                     | 1                                                                                     | 0                                                                                     | -3                                                                                    | -7                                                                                    | -9                                                                                    | -11                                                                                   | -8                                                                                    | -6                                                                                    | -3                                                                                    | 1                                                                                     | -11                                                                                   |
| Precipitación total (mm)                                                              | 120                                                                                   | 139                                                                                   | 125                                                                                   | 42                                                                                    | 12                                                                                    | 7                                                                                     | 9                                                                                     | 13                                                                                    | 25                                                                                    | 47                                                                                    | 62                                                                                    | 84                                                                                    | 685                                                                                   |
| Fuente: Accuweather climate-data.org                                                  |                                                                                       |                                                                                       |                                                                                       |                                                                                       |                                                                                       |                                                                                       |                                                                                       |                                                                                       |                                                                                       |                                                                                       |                                                                                       |                                                                                       |                                                                                       |

## Economía
Abancay es el centro industrial y comercial de Apurímac. Debido a su carácter de capital de la región y sede de varias universidades e instituciones de educación superior, el sector de los servicios está muy desarrollado. El azúcar se muele, junto con el ron y otros licores de destilación. Hay minas de cobre en la zona, y también son conocidos por su sericultura.
El valle del río Pachachaca tiene un microclima muy especial para la producción variedades selectas de frutales de hueso (duraznos, nectarines, damascos, ciruelas europeas y asiáticas) además de peras, manzanas, cerezas y del nogal europeo (Juglans regia) entre los 2700 a 3400 de altitud. Además de frutales como las uvas Riesling, higos, granadas, olivos, damascos y pecanas desde los 2300 a 2700 de altitud. La razón es el descenso de sus temperaturas  desde mayo hasta agosto hasta llegar a los 0 °C y de períodos con temperaturas elevadas a partir de septiembre llegando la máxima a 27 °C y la mínima a 11 °C. Este valle y otros valles del departamento de Apurimac en el futuro serían un emporio frutícola en el Perú.

## Turismo

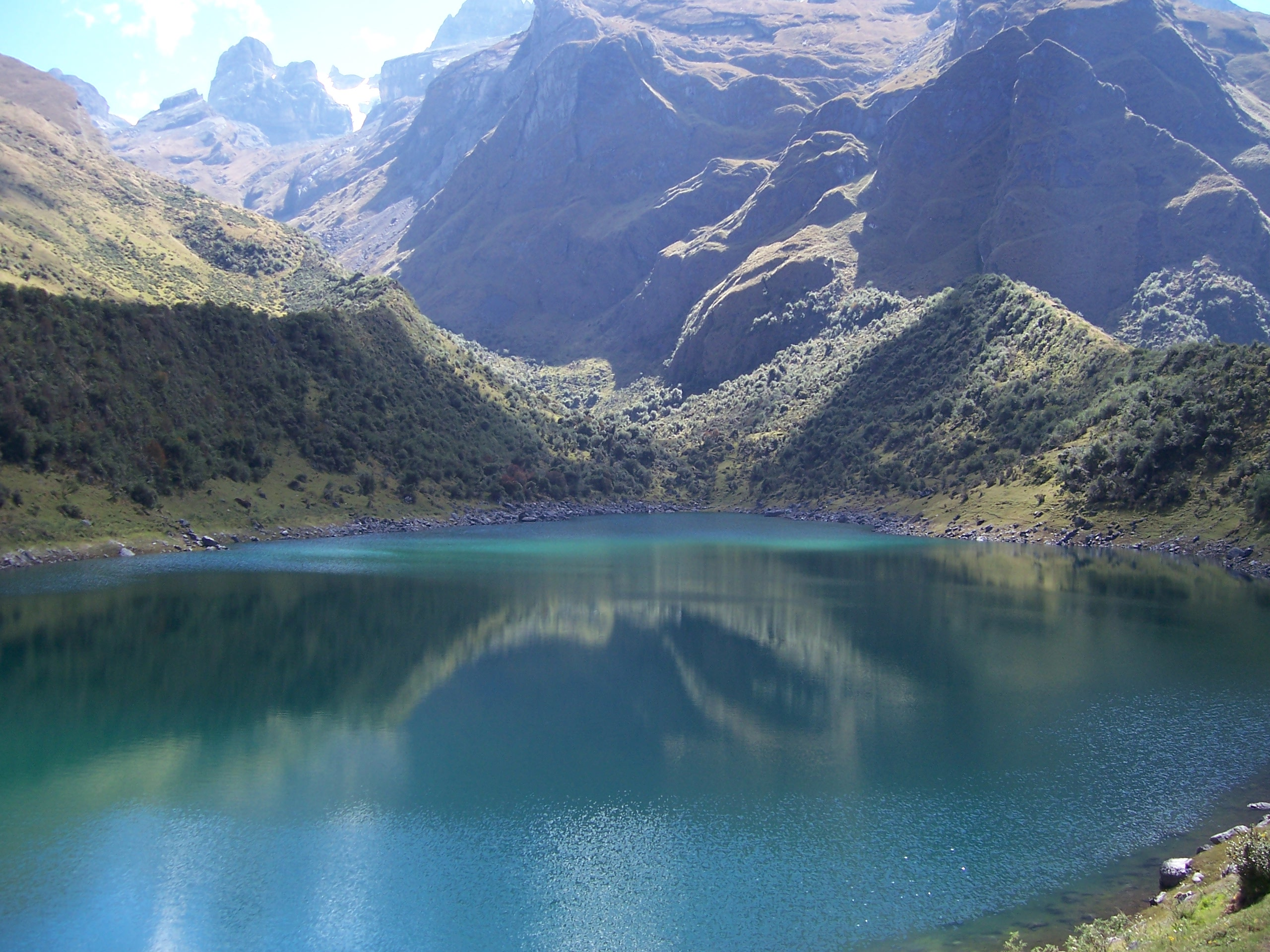
Uspaccocha Laguna, en el Santuario de Vida Silvestre Nacional de Ampay.

Los alrededores de la ciudad tienen algunos asombrosamente bellos paisajes, como el Santuario Nacional de Ampay, un santuario de vida silvestre, y una frontera entre los Andes y el bosque nublado de la Cuenca Amazónica, que se encuentra al norte de la ciudad donde la montaña llamada Apu Ampay (el Señor de Ampay, en la cosmología indígena) también se encuentra. Apu Ampay alcanza alturas de aproximadamente 5300 metros sobre el nivel del mar. También hay pinturas rupestres, sitios de choque de meteoritos, lagunas, cascadas, fauna, orquídeas, y el famoso árbol Intimpa (una conífera tropical único conservado por una ventaja de esfuerzo por el Fondo Mundial para la Naturaleza), constituyen algunas de las atracciones que amantes de la naturaleza encontrarán.
El río Pachachaca es famoso por su puente colonial y sus rápidos, donde el canotaje y kayak puede ser practicado. Es uno de los mejores y más largas locaciones peruanas. El valle es un importante productor de azúcar, y el brandy durante la época colonial y republicana, es ahora uno de los principales atractivos de la ciudad.
El sitio arqueológico de Saywite, un famoso templo y centro de adoración que data de tiempos de los incas, se encuentra a pocos kilómetros de la ciudad. Ahí está el famosa piedra de Saywite. La piedra es un monolito con forma esférica o menos que tiene una representación del mundo Inca. Se sugiere que los incas tenían una comprensión mucho mejor de la astronomía, que los europeos dieron el crédito correspondiente. Hay servicio de taxi desde la ciudad.
Las aguas termales de Konoc (Cconocc, en quechua) es un complejo situado a pocos kilómetros de Saywite y es uno de los mejores lugares en Perú para disfrutar de los baños termales de aguas volcánicas. Se afirma que los baños regulares en las aguas pueden curar la artritis, el asma y la psoriasis.
Abancay es la puerta de entrada a la ciudad inca de Choquequirao, al lado del río Apurímac, que se considera tan importante como Machu Picchu. Existe evidencia de que las dimensiones reales de la ciudad son mucho mayores que lo que se ha descubierto, excavado y estudiado hasta ahora.

## Festividades
Carnaval Abanquino (Mes de febrero)
Día Patronal del Señor de la Caída (13 de enero)
Fiesta de la Virgen del Rosario (7 de octubre)
Aniversario de la ciudad (3 de noviembre)

## Distritos
La provincia de Abancay está dividida en 9 distritos y tiene una población de 89 025 habitantes al año 2020, según el INEI.
| Pos   | Distrito             | Población 2020 |
| ----- | -------------------- | -------------- |
| 1     | Abancay              | 76 639         |
| 2     | Tamburco             | 12 386         |
| 3     | Chacoche             | 1 437          |
| 4     | Circa                | 1 836          |
| 5     | Curahuasi            | 17 064         |
| 6     | Huanipaca            | 2 778          |
| 7     | Lambrama             | 2 813          |
| 8     | Pichirhua            | 2 673          |
| 9     | San Pedro de Cachora | 2 490          |
| Total | Total                | 120 116        |

## Educación

### Escuelas secundarias
Se encuentra el emblemático colegio de varones centenario "Miguel Grau", Institución Educativa de mujeres "Santa Rosa" de las hermanas dominicas "Veritas ", Institución Educativa "La Salle", Institución Educativa de varones "San Francisco Solano" del seminario menor, instituto superior pedagógico público La Salle, colegio secundario de mujeres Nuestra Señora de las Mercedes, colegio secundario de menores Francisco Bolognesi y también el colegio Nuestra Señora del Rosario, I.E Mutter Irene Amend, I.E Fray Armando Bonifaz, I.E. Aurora Inés Tejada, colegio secundario de menores Industrial (el único colegio con área técnicas de carpintería, electricidad industrial, mecánica automotriz y mecánica de soldadura). Además cuenta con la institución educacional ambientalista Tarpurisunchis.

### Universidades
Abancay es un importante centro de educación superior a pesar de su pequeño tamaño. La ciudad es la sede de una universidad estatal, la Universidad Nacional Micaela Bastidas de Apurímac, y de una universidad privada, la Universidad Tecnológica de los Andes. También hay dos instituciones de nivel universitario, la Escuela Normal de La Salle, para las carreras de educación y SENATI para la formación relacionada con el sector.
Cabe resaltar que la Universidad Tecnológica de los Andes es la pionera y la primera en creación popular (1978).

## Salud
Las principales instituciones de salud son el Hospital Regional Guillermo Díaz de la Vega, el Hospital Essalud y el Centro Médico Santa Teresa del Obispado de Abancay.
La atención de salud en la ciudad de Abancay, al igual que muchas ciudades del Perú, es limitada por la carencia de especialistas médicos y la falta de equipamiento médico de alta tecnología. No hay atención permanente en los servicios de neurología, nefrología, psiquiatría, geriatría, neumología. No existe aparatos de resonancia magnética, pero si ya se cuenta con un moderno tomógrafo en el hospital de seguro y otro en la ciudad de Curahuasi. Muchos análisis microbiológicos deben hacerse en enlace con otros lugares.[cita requerida]

## Transporte
Abancay está conectado por vía terrestre por la carretera Longitudinal de la Sierra Sur.

## Deportes
El fútbol es el deporte con mayor acogida en la ciudad de Abancay y en el país, el fútbol de Abancay se encuentra representado por el Deportivo Educación, el Club Deportivo Miguel Grau, Club Deportivo La Victoria y el Club Social El Olivo. Entre estos dos clubes históricos de la ciudad formaron el Clásico de Abancay.
El escenario con el que cuenta la ciudad para la práctica del fútbol podemos mencionar al Monumental de Condebamba con capacidad para 10 000 espectadores.
| Clubes de Fútbol         |                    |                          |           |
| Equipo                   | Fundación          | Estadio                  | Liga      |
| Club Deportivo Educación | 4 de julio de 1972 | Monumental de Condebamba | Copa Perú |
| Miguel Grau de Deportes  | 1955               | Monumental de Condebamba | Copa Perú |

## Ciudades Hermanas
- Warr Acres (Oklahoma), Usa[15]